# Martín Altomaro
Martín Altomaro (Provincia de Neuquén; Argentina, 26 de mayo de 1976) es un actor  de teatro, televisión y cine. Nacido en Argentina pero radicado en Cuernavaca, México.

## Filmografía

### Series
| Año       | Título                             | Papel                   |
| --------- | ---------------------------------- | ----------------------- |
| 2010-2012 | Soy tu fan                         | Nicolás "Nico" Cruz     |
| 2016      | Por siempre Joan Sebastian         | Dionisio                |
| 2017      | Las 13 esposas de Wilson Fernández | Wilson Fernández        |
| 2017      | Mita y Mita                        | Néstor                  |
| 2019      | Historia de un Crimen: Colosio     | Raúl Salinas de Gortari |
| 2020      | Manual para Galanes                | Luis                    |
| 2021-2022 | Madre solo hay dos                 | Juan Carlos             |
| 2021      | Cecilia                            | Adolfo                  |
| 2023      | Volver a caer                      | Oscar                   |
| 2023      | Soy Tu Fan 3: La Fiesta Continua   | Nicolás "Nico" Cruz     |

### Telenovelas
| Año       | Telenovelas                  | Papel                  |
| --------- | ---------------------------- | ---------------------- |
| 1996-1997 | Nada personal                | Próspero "Pop"         |
| 1998-1999 | El amor de mi vida           | Aníbal                 |
| 2002-2003 | La duda                      | Luis                   |
| 2012-2013 | Los Rey                      | Moises "Pepe"          |
| 2013      | Secretos de familia          | Roberto                |
| 2015      | UEPA! Un escenario para amar | Alfonso "Poncho" Solís |

### Películas
| Año  | Título                               | Papel                  |
| ---- | ------------------------------------ | ---------------------- |
| 1992 | Anoche soñé contigo                  | Teófilo "Toto"         |
| 1994 | Ámbar                                | Max (joven)            |
| 1996 | De tripas, corazón                   | Jesús                  |
| 1996 | Libre de culpas                      | Juan                   |
| 1997 | Educación sexual en breves lecciones | Miguel "Micky"         |
| 2000 | Sin dejar huella                     | Saúl                   |
| 2002 | Demasiado amor                       | Vecino                 |
| 2005 | La quietud y el fuego                |                        |
| 2005 | Interior                             | Edgar                  |
| 2006 | Un mundo maravilloso                 | Reportero Económico    |
| 2006 | Así del precipicio                   | Eduardo                |
| 2007 | Luces artificiales                   |                        |
| 2007 | El guapo                             |                        |
| 2007 | Es muy fácil                         | Fran                   |
| 2007 | El viaje de la nonna                 | César                  |
| 2008 | Rudo y Cursi                         | Comentarista de TV     |
| 2009 | Amar                                 | Gabriel                |
| 2009 | Música de ambulancia                 |                        |
| 2013 | Sexomáticos                          | Gerardo                |
| 2017 | El que busca encuentra               | Claudio                |
| 2018 | Más sabe el diablo por viejo         | Red                    |
| 2019 | Guadalupe-Reyes                      | El Tangas-Luis Rebollo |
| 2019 | Como novio de pueblo                 | Julián                 |
| 2022 | Soy tu fan: La película              | Nicolas "Nico" Cruz    |